# Cantons de la Gironda
Els Cantons de la Gironda són 63 i s'agrupen en 6 districtes. Fins fa un temps el districte de Bordeus era més gran, però va cedir quatre cantons a altres districtes i també altres 4 per crear el districte d'Arcaishon.
- Districte d'Arcaishon (4 cantons - sotsprefectura: Arcaishon) :
cantó d'Arcaishon - cantó d'Audenja - cantó de Belin e Beliet - cantó de La Tèsta de Buc

- Districte de Blaia (5 cantons - sotsprefectura: Blaye) :
cantó de Blaia - cantó de Borg - cantó de Sent Andriu de Cubzac - cantó de Saint-Ciers-sur-Gironde - cantó de Saint-Savin (Gironda)

- Districte de Bordeus (25 cantons -prefectura: Bordeus) :
 cantó de Begla - cantó de Blancahòrt - cantó de Bordeus-1 - cantó de Bordeus-2 - cantó de Bordeus-3 - cantó de Bordeus-4 - cantó de Bordeus-5 - cantó de Bordeus-6 - cantó de Bordeus-7 - cantó de Bordeus-8 - cantó de Lo Boscat - cantó de La Breda - cantó de Carbon Blanc - cantó de Senon - cantó de Creon - cantó de Hloirac - cantó de Gradinhan - cantó de Larmont - cantó de Merinhac-1 - cantó de Merinhac-2 - cantó de Peçac-1 - cantó de Peçac-2 - cantó de Sent Medard de Jalas - cantó de Talença - cantó de Vilanava d'Ornon

- Districte de Lengon (15 cantons - sotsprefectura: Lengon) :
cantó d'Auròs - cantó de Vasats - cantó de Cadilhac - cantó de Capsiuts - cantó de Granhòs - cantó de Lengon - cantó de Monségur - cantó de Pelagrua - cantó de Podençac - cantó de La Rèula - cantó de Sent Macari - cantó de Sent Sefrian - cantó de Sauvatèrra de Guiana - cantó de Targon - cantó de Vilandraut

- Districte de L'Esparra (5 cantons - sotsprefectura: L'Esparra de Medoc) :
cantó de Castèthnau dau Medòc - cantó de L'Esparra - cantó de Paulhac - cantó de Sent Laurenç dau Medòc - cantó de Sent Vivian dau Medòc

- Districte de Liborna (9 cantons - sotsprefectura: Liborna) :
cantó de Brana - cantó de Castilhon de Dordonha - cantó de Coutras - cantó de Fronçac - cantó de Guîtres - cantó de Liborna - cantó de Lussac - cantó de Pujòus - cantó de Senta Fe la Granda